# Wiebke Ramm
Wiebke Ramm (* 1976 in Hamburg) ist eine deutsche Journalistin. Als Gerichtsreporterin schreibt die Nannen Preisträgerin unter anderem für die Süddeutsche Zeitung, Spiegel Online, die Stuttgarter Zeitung und den Berliner Tagesspiegel.

## Werdegang
Ramm studierte Psychologie mit Schwerpunkt Rechtspsychologie an der Freien Universität Berlin. Anschließend absolvierte sie bei der Hannoverschen Allgemeinen Zeitung ein Volontariat und war dort mehrere Jahre als Redakteurin tätig. 2009 begann sie, sich auf Gerichtsberichterstattung zu spezialisieren und berichtete beispielsweise über den Gustl-Mollath-Prozess, den Kachelmann-Prozess, den Buback-Prozess, den Prozess zum Brandanschlag auf eine Asylunterkunft in Salzhemmendorf, die Verurteilung von Uli Hoeneß und den Abu-Walaa-Prozess. Ab 2011 schrieb sie als freie Korrespondentin und Gerichtsreporterin unter anderem für den Tagesspiegel, den Bremer Weser Kurier, die Stuttgarter Zeitung und die Berliner Zeitung sowie ab 2015 für Spiegel Online. Von 2016 bis 2018 berichtete sie für die Süddeutsche Zeitung und das SZ-Magazin über den NSU-Prozess in München. Seit September 2018 schreibt sie als Gerichtsreporterin für Spiegel Online.
Das Staatstheater Kassel präsentierte im September 2019 die Premiere einer Bühnenfassung des von Ramm mitverfassten Buches zum NSU-Prozess.

## Rezensionen
Für Arno Widmann war die von Wiebke Ramm 2018 gemeinsam mit Annette Ramelsberger, Tanjev Schultz und Rainer Stadler auf über 2000 Seiten in fünf Bänden publizierte Aufarbeitung des NSU-Prozesses „ein ernüchterndes Dokument der verhinderten Wahrheitsfindung“. Widmann beklagte, dass es beim NSU-Prozess letztlich vor allem darum ging, Beate Zschäpe zu verurteilen und den Prozess zu Ende zu bringen, und nicht darum, den Komplex aufzuklären und Spekulationen über die Rolle des Verfassungsschutzes nachzugehen. Passagen wie die Aussage von Tino Brandt machten für ihn den Reiz der Lektüre aus, wiesen auf künftige weitere Verfahren hin.
„Angesichts der schieren Materialfülle“ aus „hervorragend redigierten und ausgewählten Protokollfragmenten“ lohne es sich für Heike Kleffner „die Lektüre mit Band IV ‚Plädoyers und Urteil‘ zu beginnen“: hier seien „die Perspektiven fast aller Prozessbeteiligten auf die ersten vier Verhandlungsjahre versammelt“. Hier lasse sich „präzise nachvollziehen“, wie „groß die Diskrepanz“ „zwischen der Bewertung und Strafzumessung von Beate Zschäpe und jener der drei zentralen Helfer des NSU-Kerntrios“ ausfiel: Während die Richter lediglich bei Zschäpe „besondere Schwere der Schuld“ feststellten und so der Forderung der Staatsanwaltschaft folgten, kam der „überzeugte Nationalsozialist“ André Eminger „unter lautstarken Beifall seiner auf den Zuschauerbänken versammelten Neonazi-‚Kameraden‘“ noch am Tag der Urteilsverkündung frei, ohne dass „Gründe für diese erstaunliche Entscheidung“ offenbar würden. Und auch Ralf Wohlleben und Holger Gerlach sind mittlerweile wieder auf freiem Fuß. Auch zeige „das ‚Protokoll‘ […] nun auch für Außenstehende nachvollziehbar viele weitere, schmerzhafte Leerstellen des mündlichen Urteils: Mit keiner einzigen Silbe erwähnte der Vorsitzende Manfred Götzl beispielsweise das Leiden der Hinterbliebenen“. Nach der Lektüre des „Protokolls“ falle es schwer, „sich […] damit abzufinden, dass noch immer die Antworten auf zentrale Fragen rund um den NSU fehlen – vor allem die nach möglichen Unterstützern und nach dem Wissen der Verfassungsschutzämter“. Die „umfangreiche Materialzusammenstellung“ bewahre „viele Erkenntnisse vor dem Vergessen und vor rechter Mythenbildung“, etwa „die polizeiliche Täter-Opfer-Umkehr“ in den „Vernehmungen der an den Tatorten beteiligten Polizeibeamten“, die Nebenklagevertreter Mehmet Daimagüler von „institutionellem Rassismus“ sprechen ließ. Die Bücher wären – neben der noch ausführlicheren NSU-Watch-Dokumentation – „ein wichtiges Fundament, um die Bedeutung, aber auch die Grenzen und Leerstellen des ersten NSU-Prozesses kritisch zu würdigen. Angesichts der weit verbreiteten Gewöhnung an rassistische Alltagsgewalt, neue neonazistische Terrorstrukturen und verharmlosende Verfassungsschutzbehörden“ würden die Bücher „zuweilen sogar Trost und Ermutigung“ spenden.
Stefan Aust und Dirk Laabs vermissten in den Büchern einen Effekt wie etwa bei den Stammheim-Protokollen, schon da die aus den Verhandlungstagen ausgewählten Abschnitte weitgehend bereits veröffentlicht beziehungsweise bekannt seien. Die Auswahl der Aussagen der Hinterbliebenen empfanden Aust und Laabs als künstlich, der wichtige Vergleich mit anderen Zeugenaussagen wäre so gar nicht zugelassen worden. Zudem hätten Ramm und ihre Mitautoren das Dilemma nicht lösen können, mit den Lügen des Verfassungsschutzes umzugehen.

## Auszeichnungen
- für ihre Berichterstattung über den NSU-Prozess
  - Nannen Preis 2019 (Sonderpreis)[20]
  - Journalist des Jahres 2018 in der Kategorie „Team des Jahres“[21]
  - Kasseler Demokratie-Impuls 2020

## Bücher
- mit Annette Ramelsberger, Tanjev Schultz und Rainer Stadler: Der NSU-Prozess: das Protokoll. (5 Bände) Verlag Antje Kunstmann München 2018, ISBN 978-3-95614-095-2, (eingeschränkte Vorschau).